# Eu Amo Você
Eu Amo Você é o álbum de estreia do grupo brasileiro de rap Função RHK. Lançado em 2006, ele contém dezenove faixas e alcançou boa repercussão.

## Faixas
1. Introdução (part. especial Sandrão (RZO))
2. Chic (part. especial Helião e Negro Útil (RZO))
3. Segura os B.O
4. Na Pura Calma
5. A Vida Passa (part. especial Rínea BV)
6. Solta o Gás Não (part. especial Sombra (SNJ))
7. Caminhadas (part. especial Rosana Bronks)
8. Zé Porva (part. especial DBS e a Quadrilha)
9. Um Brinde à Vida
10. Maravilha (part. especial Edu Ribeiro)
11. Weebaa
12. Deus Ajuda quem Madruga
13. Silêncio na Madruga
14. Muito Louco
15. Mó Perre
16. Di Boa
17. Vem com a Gente
18. Rap sem Desandá
19. Eu Amo Você